# Rosa Moissejewna Kaganowitsch
Rosa Moissejewna Kaganowitsch (russisch Роза Моисеевна Каганович; angeblich * 1895) soll die Schwester oder Nichte des Stalin-Vertrauten Lasar Kaganowitsch gewesen sein. Sie gilt einigen Quellen nach als dritte Ehefrau (Rosa Stalina) Josef Stalins. Jedoch schreibt Stalins Tochter Swetlana Allilujewa in ihren Erinnerungen, dass es die Frau nie gegeben habe.  
Simon Sebag Montefiore äußert in seiner Stalinbiographie die Vermutung, dass diese Ehe eine Erfindung der Nazis gewesen sei, denen eine jüdische Ehefrau gut ins Konzept gepasst hätte. 
In zahlreichen Büchern, die im Kalten Krieg erschienen sind, ist von Rosa Moissejewna Kaganowitsch die Rede. So kommt sie in den angeblichen Memoiren des ehemaligen sowjetischen Außenministers Maxim Litwinow vor. Auch J. Bernard Hutton, der von 1934 bis 1938 in Moskau gelebt haben will, beschreibt Rosa Moissejewna Kaganowitsch ausführlich in dem von ihm mit J. Fishman geschriebenen Buch Das Privatleben Stalins. Hutton schreibt sogar im Vorwort, dass er sie persönlich gekannt habe. J. Bernhard Hutton ist ein Pseudonym von Josef Heisler. Stalins angeblicher Neffe Budu Svanidze widmet ihr mehrere Kapitel und berichtet auch über die Scheidung der Ehe. Es wird aber bezweifelt, dass Budu Svanidze wirklich existiert hat. Die ihm und Litwinow zugeschriebenen Bücher sollen aus der gleichen Quelle stammen und lanciert worden sein.